# Rio Grande (1950.)
Rio Grande je zadnji dio vestern trilogije Johna Forda o američkoj konjici iz 1950. Prva dva filma bila su Fort Apache iz 1948. i Nosila je žutu vrpcu iz 1949. John Wayne nastupio je u glavnoj ulozi u sva tri filma, kao satnik Kirby Yorke u Fort Apacheu, zatim kao zapovjednik konjice Nathan Cutting Brittles u Nosila je žutu vrpcu i, konačno kao promaknuti pukovnik Kirby Yorke u Rio Grande.
Ford je prvo htio snimiti film Mirni čovjek, ali čelni čovjek studija Republic Pictures, Herbert Yates, inzistirao je da Ford snimi prvo Rio Grande, s istom kombinacijom, John Wayne-Maureen O'Hara; Yates nije slutio da je scenarij Mirnog čovjeka tako dobar, nego je htio da Rio Grande izađe prvi kako bi zaradio za sljedeći film. (Na Yatesovo iznenađenje, Mirni čovjek postat će 1952. najveći hit studija i favorit među obožavateljima kombinacije Ford/Wayne).

## Radnja
Pukovnik Kirby Yorke poslan je na granicu kako bi je obranio od napada odmetnutih Apača. Yorke je rastrgan između Apača i mladih neiskusnih novaka, kojih ima premalo da bi zadovoljili potrebe utvrde. Situacija se dodatno pogoršava kad u utvrdu stiže njegov sin (kojeg nije vidio petnaest godina), novak Jeff Yorke (Claude Jaman Jr.). Budući da ne želi da ispadne kako favorizira sina, pukovnik Yorke odnosi se prema njemu dosta strogo. U utvrdu stiže pukovnikova žena, gđa. Kathleen Yorke (Maureen O'Hara), da bi odvela maloljetnog sina kući. Pukovnik i njegova žena dogovaraju se kako bi najbolje bilo odluku prepustiti samom Jeffu. On odlučuje ostati. Yorkea posjećuje njegov bivši zapovjednik iz Građanskog rata, Phil Sheridan, koji je postao zapovjednik američke vojske. Sheridan zapovijeda Yorkeu da prijeđe Rio Grande u Meksiko, što bi moglo izazvati velike političke probleme, jer bi se moglo smatrati objavom rata. Ako Yorke ne uspije svladati Apače, suočit će se s vojnim sudom. Sheridan uz to naglašava kako će članovi suda biti ljudi s kojima je jahao dolinom Shenandoah u Građanskom ratu. Yorke prihvaća zadatak. Sada se pukovnik Yorke mora boriti da spasi svoju obtelj i svoju čast. Neki aspekti priče, kao što je prelazak u Meksiko i pohod iz njega, pomalo nalikuje na sličnu konjaničku ekspediciju pod zapovjedništvom pukovnika Ranalda Mackenzieja 1873.

## Vanjske poveznice
- Rio Grande u internetskoj bazi filmova IMDb-a
- Yahoo! Movies entry for Rio Grande  Arhivirana inačica izvorne stranice od 26. ožujka 2005. (Wayback Machine)